# Господарят на учението
Господарят на учението (на корейски: 공부의 신, на английски: Master of Study) е южнокорейски телевизионен сериал, който се излъчва по KBS2 от 4 януари до 23 февруари 2010 г. в понеделник и вторник от 21:55 ч. за 16 епизода.
Базиран на японския комикс сериал Dragon Zakura, той разказва за решителен адвокат, който заема учителска позиция в западаща гимназия. За да спаси училището, той измисля нетрадиционния план да започне специална учебна програма, чиято цел е да вкара петима ученика в най-добрия университет в страната.

## Сюжет
Когато адвокат Канг Сок Хо пристига в западащата гимназия Бьонг Мун, той вижда собственото си трудно минало в сегашните ученици, живеещи живота си без никакви мечти. Той предлага да обучи пет проблемни ученика, които нямат никакъв интерес да се образоват и да им помогне да бъдат приети в университета Чонха, най-престижният в страната. Всички – включително учителите, учениците и директорът на училището Чанг Ма Ри – го обявяват за луд. Учителката по английски език Хан Су Чонг също първоначално възразява срещу методите на преподаване и мотивацията на Сок Хо, тъй като вярва, че целта на образованието не е просто да влезеш в добър университет. Но въпреки това активно помага в специалния клас, създаден за подготовката на петимата ученика и приема им в университета Чонха.
Канг Сок Хо не само напътства учениците как да подобрят своите резултати в училище, но им помага да променят и възгледите си за живота. Един от тези ученици е Хуанг Пек Хьон (Ю Сънг Хо), непокорен и своенравен младеж, който прилича на Сок Хо на тази възраст. Техните силни личности ги карат да имат сблъсъци, но постепенно Пек Хьон приема методите на преподаване на Сок Хо и става най-добрият ученик в класа.

## Актьорски състав
- Ким Су Ро – Канг Сок Хо
- Пе Ду На – Хан Су Чонг
- О Юн А – Чанг Ма Ри
- Ю Сънг Хо – Хуанг Пек Хьон
- Го А Сонг – Кил Пул Ип
- И Хьон У – Хонг Чан Ду
- Пак Джи Йон – На Хьон Чонг
- И Чан Хо – О Бок Су
- Бьон Хи Бонг – Ча Ки Бонг
- И Бьонг Джун – Антъни Янг
- Им Джи Ън – И Ън Ю

## Рейтинг
Сериалът отбелязва солиден рейтинг и се превръща в най-високо оцененото предаване в часовия си пояс за понеделник и вторник вечер. Според ежедневните статистики, публикувани от изследователските фирми TNS Media Korea и AGB Nielsen Media Research, драмата отбелязва национални рейтинги на гледаемостта съответно от 26,8 и 25,1 процента за последния си епизод, най-високите рейтинги, постигнати от сериала по време на двумесечното му излъчване.